# 村鎮區 (阿肯色州傑克遜縣)
村鎮區（英語：Village Township）是位於美國阿肯色州傑克遜縣的一個行政鎮區。

## 地方資料
村鎮區的面積為93.44平方千米，當中陸地面積為92.75平方千米，而水域面積為0.69平方千米。根據2010年美國人口普查的數據，當地共有人口2158人，而人口密度為每平方千米23.1人。